# 沃夫基夫齊 (赫梅利尼茨基區)
49°54′33″N 26°24′4″E / 49.90917°N 26.40111°E
沃夫基夫齊（羅馬化：Vovkivtsi）是位於烏克蘭西部的村莊，由赫梅利尼茨基州裡赫梅利尼茨基區的泰奧菲波爾市鎮負責管轄。該村始建於1518年，面積0.8平方公里，海拔高度267米，2001年人口135，人口密度每平方公里168.8人。